# DTX
DTX (anteriormente conhecido como Discovery Turbo Xtra) é um canal de televisão focado na programação sobre carros pertencente a Warner Bros. Disocvery. É uma versão do Discovery Turbo.
O canal foi lançado sob o nome Discovery Turbo Xtra para substituir a versão européia do Discovery World, com o primeiro lançamento na Polônia em 17 de setembro de 2013. O canal foi lançado em 2015 na Albânia e em 2016 na Hungria, Romênia, República Tcheca, Eslováquia, Rússia, Ucrânia, Turquia e MENA. No Oriente Médio, foi lançado em 1º de abril de 2016 na rede beIN.
Em novembro de 2016, o Discovery Turbo Xtra foi renomeado como DTX.
Em 9 de março de 2022, a Discovery Inc. encerrou a transmissão do DTX na Rússia devido à invasão russa na Ucrânia.